# Mala Pristava (Šmarje pri Jelšah, Slovenija)
Mala Pristava je naselje u slovenskoj Općini Šmarje pri Jelšahu. Mala Pristava se nalazi u pokrajini Štajerskoj i statističkoj regiji Savinjskoj. 

## Stanovništvo
Prema popisu stanovništva iz 2002. godine naselje je imalo 83 stanovnika.